# Natri tetraphenylborat
Natri tetraphenylborat là hợp chất vô cơ với công thức NaB(C6H5)4. Nó là một muối, trong đó anion chứa bốn nhóm phenyl liên kết với nguyên tử bo. Chất rắn tinh thể không màu này dùng để điều chế các muối tetraphenyl khác, thường là tan trong các dung môi hữu cơ. Hợp chất này dùng trong hóa hữu cơ và hóa cơ kim như là chất tạo tủa.

## Tổng hợp
Natri tetraphenylborat được tổng hợp từ phản ứng giữa natri tetrafloborat và tác chất aryl Grignard:
NaBF4 + 4 ArMgBr  →  2 MgBr2 + 2 MgF2 + NaBAr4 (trong đó Ar = aryl)
Không giống các phản anion nhỏ khác, như nitrat hay halide, tetraphenylborat có tính ưa mỡ như muối của nó. Nhiều tetraarylborat khác tương tự cũng đang được điều chế, chứa cả nhóm aryl thiếu cũng như giàu electron.

## Ứng dụng trong tổng hợp hóa học

### Điều chế muối N-axylamoni
Cho natri tetraphenylborat vào dung dịch chứa một amin bậc bốn và một chloride axit trong axetonitrin thu được muối axyloni khi làm kết tủa NaCl từ hỗn hợp phản ứng. Phương pháp này có một phạm vi rộng:
RC(O)Cl + R'3N + NaB(C6H5)4 →  [RC(O)NR'3][B(C6H5)4] + NaCl
Natri tetraphenylborat còn có tác dụng như phần tử cho trong phản ứng ghép chéo xác tác paladi bao gồm vinyl và phenyl tạo nên các hợp chất arylanken và biaryl trong lượng lớn và điều kiện êm dịu.

### Ứng dụng trong hóa phức chất
Các tetraphenylborat thường được nghiên cứu trong hóa cơ kim vì khả năng tan tốt của chúng trong các dung môi không phân cực và trạng thái tinh thể của chúng. Ví dụ, phức trimetylphotphit đồng nhất {M[P(OCH3)3]5}2+ (Ni, Pd, và Pt) đang được điều chế như các muối tetraphenylborat. Tương tự, natrti tetraphenylborat cũng đang dùng để cô lập các phức chứa cấu tử nitro. Trong phản ứng bên dưới, natri tetraphenylborat kết hợp với N2 để thế nhóm chloride, được loại bỏ khỏi dung dịch dưới dạng tủa natri chloride:
FeHCl(điphotphin)2 + NaB(C6H5)4 + N2  →  [FeH(N2)(điphotphin)2]B(C6H5)4 + NaCl
Ứng dụng của nó bị giới hạn trong các cation không có tính axit, axit mạnh phân hủy anion này thành triphenylboran và benzen:
H+ + B(C6H5)4-  →  B(C6H5)3 + C6H6